# Immortalis
Immortalis è il quattordicesimo album della band thrash metal Overkill. È stato pubblicato il 5 ottobre 2007 in Europa, ed il 9 ottobre 2007 per il resto.

## Tracce
1. Devils in the Mist
2. What It Takes
3. Skull and Bones
4. Shadow of a Doubt
5. Hellish Pride
6. Walk Through Fire
7. Head On
8. Charlie Get Your Gun
9. Hell Is
10. Overkill V

## Formazione
- Bobby "Blitz" Ellsworth - voce
- D.D. Verni - basso
- Dave Linsk - chitarra
- Derek Tailer - chitarra
- Ron Lipnicki - batteria